# Heinrich von Gimborn
Heinrich Karl Friedrich von Gimborn (* 12. März 1830 in Emmerich; † 18. Februar 1893 ebenda) war ein deutscher Apotheker und Unternehmer. Er ist Gründer des chemisch-pharmazeutischen Betriebs H. von Gimborn in Emmerich.

## Leben
Heinrich von Gimborn entstammte der mindestens seit dem 17. Jahrhundert in Emmerich ansässigen Apothekerfamilie von Gimborn und war der Sohn des Apothekers Theodor Caspar von Gimborn (1801–1879) und der Johanna Hendrina Westhooven (1805–1880). Sein Bruder war der Ingenieur und spätere Industrielle Theodor von Gimborn (1840–1916). Zu Zeiten der Märzrevolution von 1848 hielt sich Gimborn nicht in seiner Heimatstadt auf.
Im Jahr 1855 übernahm Gimborn als sogenannter Apotheker I. Klasse zunächst nur die Geschäftsführung in der Apotheke seines Vaters, der „Adler-Apotheke“ in Emmerich (Steinstraße). Die Apotheke versorgte zeitweise die Region bis Nijmegen und Arnhem in den Niederlanden. Gimborn betrieb die „Adler-Apotheke“ bis 1881 und verkaufte sie dann für 120.000 Goldmark an Wilhelm Disselmann.

Firmenemblem der Fabrik H. von Gimborn in Emmerich

Ebenfalls im Jahr 1855 gründete Gimborn in Emmerich eine chemisch-pharmazeutische Fabrik, die H. von Gimborn Chemische Fabrik & Dampf Pulveriser Anstalt und heutige H. von Gimborn GmbH. Den Entschluss zur Gründung des Betriebes fasste Gimborn, nachdem er entdeckt hatte, dass sich aus Weidengalle Tinte herstellen lässt. Schon frühzeitig stellte sein Unternehmen mit anfangs 16 Angestellten industriemäßig Tinkturen, Essenzen und Extrakte her, 1860 folgte die Produktion von Tinte und Klebstoffen. Damaliger Versandleiter der Fabrik war der Buchhalter Edmond Johannes Künneke, Vater des späteren Komponisten Eduard Künneke. Im Jahr 1886 gründete Heinrich von Gimborns Sohn, August Max Theodor von Gimborn (1866–1927), in der benachbarten, in den Niederlanden gelegenen Kleinstadt ’s-Heerenberg ein Zweitwerk. Schon bald folgten Niederlassungen in Südamerika, China und den USA.
Mehrere Gimborn-Produkte etablierten sich als erfolgreiche Markenartikel. Hierzu gehören zum Beispiel die „Gym-Lakritze“ und der Fenchelhonig „Stern-Biene“, die bis in die 1970er-Jahre in deutschen Apotheken und Drogerien anzutreffen waren und die heute noch unter diesen Markenzeichen von mittlerweile anderen Herstellern und Übernehmern der Markenrechte produziert werden.
Heinrich von Gimborn heiratete am 22. Mai 1859 in der Mennoniten-Kirche in Emmerich Elisabeth Catharine A. Hallensleben (1834–1889) aus Appeldorn, die Tochter des August Hallensleben und der Catharine Charlotte von Zütphen. Das Ehepaar hatte eine Tochter und drei Söhne. Nach dem Tod seiner ersten Frau im August 1889 heiratete Gimborn am 8. April 1890 in Emmerich Catharine Louise Theodora van Treek (1836–1905) aus Xanten.